# ФК „Светкавица“
 За другия отбор със същото име вижте ПФК „Светкавица“.  
ФК „Светкавица“ е футболен отбор от Търговище, България.
Клубът му е основан през лятото на 2013 г. като наследник на фалиралия ПФК „Светкавица“. Участва в Североизточната група на Трета аматьорска футболна лига.

## История

### ПФК „Светкавица“
Оригиналният клуб от Търговище е основан през 1922 г. и в своята история има 43 сезона в Б група (рекорд) и един сезон в А група. През сезон 2011/12 завършва на последното 16-о място в елитното първенство.

### ФК „Светкавица“
През лятото на 2013 г. ПФК „Светкавица“ (Търговище) се отказва от участие в Б група и поддържа само детско-юношеска школа. Основан е нов отбор – ФК „Светкавица“ (Търговище), който се обединява с ФК „Агроелит“ (Макариополско), който си е спечелил право на участие в Североизточната В група, като името на обединения тим остава „Светкавица“ Търговище. Малко след това „Агроелит“ се отделя от обединения клуб.